# Herdmaniopsis abyssicola
Herdmaniopsis abyssicola is een eenoogkreeftjessoort uit de familie van de Aegisthidae. De wetenschappelijke naam van de soort is voor het eerst geldig gepubliceerd in 1963 door Brotskaya.